# Angela Anaconda
Az Angela Anaconda egy 1999-ben bemutatott kanadai-amerikai rajzfilmsorozat. A műsor alkotói Joanna Ferrone és Sue Rose, a történet pedig a címszereplő lány és barátai kalandjaiba enged betekintést. A sorozat speciális animációval dolgozott, mivel igazi emberi arcokat tettek rá a kétdimenziós figurákra, az épületek is hasonló elv szerint vannak kidolgozva. A főszereplő hangját a társalkotó Sue Rose adta, mellette szinkronizált még Ali Mukaddam, Bryn McAuley, Edward Glen és Ruby Smith-Merovitz.
A műsor a Nickelodeon KaBlam! című szkeccsműsorában szerepel először, összesen két részben. A sorozatot Kanadában a Teletoon adta 1999. október 4-től 2001. november 29-ig, az Amerikai Egyesült Államokban pedig a Fox Family Channel tűzte műsorra. Magyarországon nem került bemutatásra, de a sorozat egyik részletét szinkronizálták VHS-kiadványra. Németországban többször is ismételték, a Super RTL Toggo gyermekprogramjában.

## Cselekmény
A rajzfilm a címszereplő kislány, Angela életébe enged betekintést. A kreatív, szeplős és kissé fiús lány különféle kalandokba keveredik három barátjával: a kedves, de kissé buta Johnnyval, a hihetetlenül okos Ginával és művészi, asztmás Gordyval. A sorozat a megszokott tinédzser közhelyekkel is gyakran foglalkozik, mint például a népszerűség, a szerelem vagy a kinézet.

## Szereplők
| Szereplő              | Szinkronhang        |
| --------------------- | ------------------- |
| Angela Anaconda       | Sue Rose            |
| Johnny Abatti         | Al Mukadam          |
| Gina Lash             | Bryn McAuley        |
| Gordy Rhinehart       | Edward Glen         |
| Nanette Manoir        | Ruby Smith-Merovitz |
| Mrs. Ephigenia Brinks | Richard Binsley     |

## Epizódok
| Évad | Évad                   | Epizódok | Eredeti vetítés      | Eredeti vetítés    |
| Évad | Évad                   | Epizódok | Évadpremier          | Évadfinálé         |
| ---- | ---------------------- | -------- | -------------------- | ------------------ |
|      | KaBlam! rövid epizódok | 2        | 1996. december 6.    | 1996. december 27. |
|      | 1                      | 26       | 1999. október 4.     | 1999. november 8.  |
|      | 2                      | 25       | 2000. szeptember 11. | 2001. február 26.  |
|      | 3                      | 11       | 2001. szeptember 10. | 2001. december 3.  |

## Díjak és jelölések
| Év   | Díj                                       | Kategória                                | Eredmény | Forrás |
| ---- | ----------------------------------------- | ---------------------------------------- | -------- | ------ |
| 2000 | Annecy Nemzetközi Animációs filmfesztivál | Legjobb animációs televíziós program     | Elnyerte | [ 2 ]  |
| 2000 | Emmy-díj                                  | Kiemelkedő különleges animációjú program | Jelölve  | [ 3 ]  |
| 2000 | Gemini-díj                                | Legjobb animációs program vagy sorozat   | Elnyerte | [ 4 ]  |
| 2001 | Emmy-díj                                  | Kiemelkedő különleges animációjú program | Jelölve  | [ 5 ]  |